# Nils von Niederhäusern
Nils von Niederhäusern (* 10. Januar 1996 in Winterthur) ist ein Schweizer Fussballspieler. Der Abwehrspieler steht seit dem 3. August 2020 beim SC YF Juventus Zürich in der Promotion League unter Vertrag.

## Karriere

### Vereine
Nils von Niederhäusern spielte während seiner Jugend beim FC Wiesendangen und wechselte im Jahr 2006, im Alter von 10 Jahren, zum FC Winterthur. 2011 trat er in die Jugendabteilung des FC Zürich über. Am 17. April 2014 gab er sein Debüt in der 1. Liga Promotion für die U-21-Mannschaft des FC Zürich, am 24. Spieltag der Saison 2013/14 beim 3:2-Sieg gegen den BSC Old Boys. In den folgenden drei Spielzeiten kam er zu insgesamt 48 Einsätzen und erzielte dabei ein Tor. Im Oktober 2016 wurde er schliesslich an den FC Wohlen in die zweithöchste Schweizer Spielklasse ausgeliehen, wo er mit Ausnahme von zwei gelbgesperrten Spielen bei jedem Spiel zum Einsatz kam. Am Ende der Saison platzierte man sich auf dem 7. Schlussrang, was zum Verbleib in der Challenge League reichte. Zur Saison 2017/18 unterzeichnete er beim Ligakonkurrenten FC Vaduz einen Vertrag über zwei Jahre. Die Saison 2019/20 spielt er für den FC Winterthur und schloss sich dann dem Drittligisten SC YF Juventus Zürich an.

### Nationalmannschaft
Von Niederhäusern spielte von 2011 bis 2016 insgesamt 29-Mal für diverse Junioren-Nationalmannschaften der Schweiz.

## Sonstiges
Nils von Niederhäusern ist der jüngere Bruder von Nick von Niederhäusern, der seit 2018 beim FC Wil unter Vertrag steht und von 2013 bis 2016 ebenfalls für den FC Vaduz spielte.